# Morris Almond
Morris Almond (Dalton, Georgia, 2 de febrero de 1985) es un exjugador de baloncesto estadounidense que disputó tres temporadas en la NBA, y varias más en diferentes ligas europeas. Mide 1,98 metros, y jugaba en la posición de alero.

## Trayectoria deportiva

### Universidad
Jugó durante 5 temporadas con los Owls de la universidad de Rice, con los que acabó promediando 15 puntos y 3,9 rebotes por partido. En su tercera temporada pasó de 7,2 puntos por partido a 21,9, siendo el máximo anotador de la Conference USA. Ya en su último año sus estadísticas se dispararon hasta los 26,4 puntos y 6,6 rebotes, siendo nombrado Jugador del Año de su conferencia.

### Profesional
Fue elegido en el puesto 25 de la primera ronda del Draft de la NBA de 2007 por Utah Jazz, firmando por su nuevo equipo a finales de junio.
[actualizar]
El 18 de septiembre de 2009 fichó por Orlando Magic, pero fue cortado el 21 de octubre sin llegar a debutar.
[actualizar]
En abril de 2010 ficha por el Real Madrid de la Liga ACB.
[actualizar]
El 30 de enero de 2013 es traspasado, junto a Mike Taylor, a los Los Angeles D-Fenders a cambio de Jarrid Famous. En abril de 2013, anuncia su retirada como jugador.

## Estadísticas

### Temporada regular
| Año     | Equipo     | PJ | PT | MPP  | %TC  | %3P  | %TL  | RPP | APP | ROB | TPP | PPP |
| ------- | ---------- | -- | -- | ---- | ---- | ---- | ---- | --- | --- | --- | --- | --- |
| 2007–08 | Utah       | 9  | 0  | 4.3  | .267 | .250 | .667 | .2  | .3  | .1  | .0  | 1.4 |
| 2008–09 | Utah       | 25 | 1  | 10.2 | .407 | .294 | .808 | 1.4 | .3  | .2  | .2  | 3.7 |
| 2011–12 | Washington | 4  | 0  | 16.8 | .353 | .333 | .333 | 2.0 | .5  | 1.8 | .0  | 3.5 |
| Total   | Total      | 38 | 1  | 9.5  | .381 | .292 | .743 | 1.2 | .3  | .3  | .1  | 3.1 |